# Teichenbach (Steinwiesen)
Teichenbach ist ein Wohnplatz des Marktes Steinwiesen im Landkreis Kronach (Oberfranken, Bayern). Das Anwesen zählt zum Gemeindeteil Nurn.

## Geographie
Die Einöde liegt in der Talmulde eines Baches der etwas weiter östlich in die Ködeltalsperre entwässert. Im Nordwesten erhebt sich der Bromberg (598 m ü. NHN). Ein Anliegerweg führt nach Nurn zur Kreisstraße KC 16 (0,2 km südwestlich).

## Geschichte
Infolge des Gemeindeedikts wurde Teichenbach dem 1808 gebildeten Steuerdistrikt Steinwiesen und 1818 der Ruralgemeinde Nurn zugewiesen. Nach 1888 wurde der Ort nicht mehr als Gemeindeteil aufgelistet. Heute ist Teichenbach Haus Nr. 110 von Nurn.

### Einwohnerentwicklung
| Jahr      | 001818 | 001861 | 001871 | 001885 |
| Einwohner |        | 5      | 8      | 7      |
| Häuser    | 1      |        |        | 1      |
| Quelle    | [ 4 ]  | [ 5 ]  | [ 6 ]  | [ 7 ]  |

## Religion
Der Ort gehörte zur römisch-katholischen Pfarrei Mariä Geburt (Steinwiesen), mit der Erhebung von St. Michael (Nurn) zur Kuratie ist es dorthin gepfarrt.

## Weblink
- Teichenbach in der Ortsdatenbank des bavarikon, abgerufen am 20. August 2021.